# Sissende kakkerlak
De sissende kakkerlak (Gromphadorhina portentosa) is een grote, ongevleugelde kakkerlakkensoort die oorspronkelijk afkomstig is uit Madagaskar. Ze worden ook wel in terraria gehouden.

## Uiterlijk

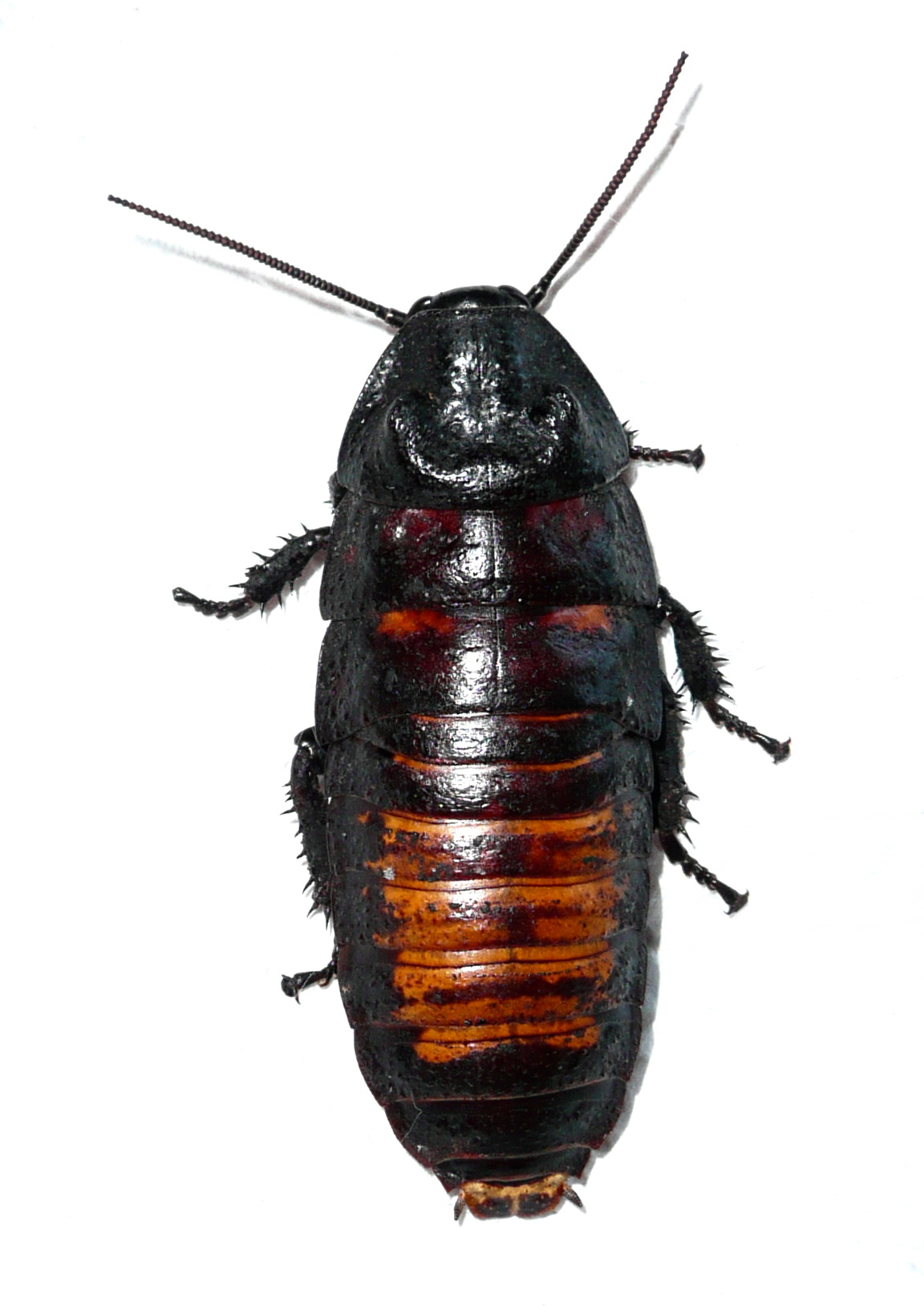
Bovenzijde

De sissende kakkerlak is gemiddeld zes centimeter, maar kan een lengte bereiken van acht centimeter. Een mannetje heeft twee knobbels op het pronotum (halsschild) en rossig behaarde antennes die langer zijn dan bij het vrouwtje. Het achterlijf is roodbruin, aan de achterzijde van twee cerci voorzien en wat minder plat dan gebruikelijk is bij kakkerlakken. Pas vervelde exemplaren zijn spierwit, maar kleuren binnen 3 uur uit tot de normale kleur.

## Verspreiding en habitat
De sissende kakkerlak is een boombewoner in de tropische regenwouden in het oosten van Madagaskar.

## Gedrag en levenswijze
Sissende kakkerlakken zijn nachtactieve dieren en relatief traag. Ze zijn omnivoor en eten naast fruit en ander organisch materiaal ook gewervelden die kleiner zijn dan zijzelf. De Nederlandse naam ontlenen ze aan hun gewoonte om bij bedreiging of territoriumverdediging hun aanvaller af te schrikken door middel van een fel sissend geluid dat wel 90 decibel kan bedragen. Dit geluid maken ze door het achterlijf samen te trekken en zo lucht door de tracheeën te stuwen. Bij het bepalen van het territorium gebruiken de mannetjes ook hun knobbels op het pronotum om andere mannetjes weg te duwen.

### Voortplanting

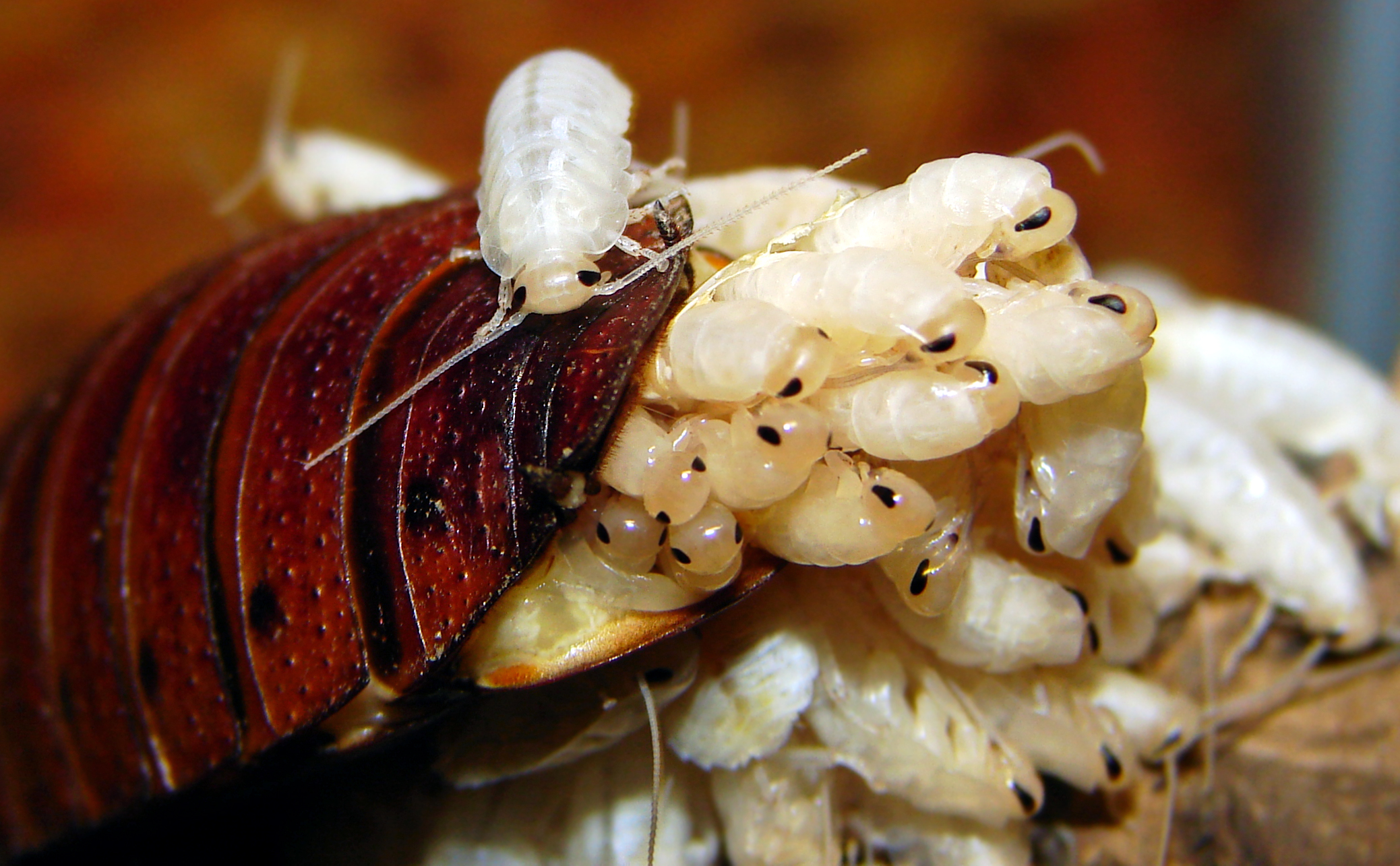
De sissende kakkerlak bewaart de eieren in haar lichaam totdat deze uitgekomen zijn.

De ontwikkelingssnelheid is sterk afhankelijk van de temperatuur. De sissende kakkerlak is schijnlevendbarend: het vrouwtje bewaart de eierpakketten namelijk in haar lichaam. Als de eieren uitkomen 'baart' ze na een gemiddelde draagtijd van 60 tot 70 dagen in één à twee dagen twintig tot veertig jongen. De draagtijd kan echter oplopen tot maximaal zeven maanden. De uit het ei kruipende nimfen zijn na een zestal vervellingen volwassen. De mannetjes zijn te onderscheiden van de vrouwtjes doordat de mannetjes grote knoppels op hun rugschild hebben. Hiermee kunnen ze onderling vechten om zo een territorium te bemachtigen.
Als nimfjes is het moeilijker te zien of je een mannetje of een vrouwtje hebt, want dan is het rugschild nog niet zo ontwikkeld. Je kan dan zien dat de mannetjes grotere en behaarde antennes ontwikkelen, terwijl de vrouwtjes dunne zwarte antennes houden.
Je kan mannetjes en vrouwtjes gewoon samen in een verblijf houden, als ze eraan toe zijn gaan ze vanzelf paren.
De eieren worden in het lichaam van het vrouwtje uitgebroed. Het lijkt dus alsof het vrouwtje net als een zoogdier levende jongen baart, maar eigenlijk legt ze dus gewoon eitjes. In één worp worden ongeveer 40 jongen “geboren”. Het duurt ongeveer 2 maanden voordat de eitjes uitkomen. Het kan voorkomen dat een vrouwtje door stress haar oötheek uitstoot. De oötheek komt dan niet meer uit.

In ongeveer een half jaar groeit een kleine nimfje uit tot volwassen kakkerlak. Bij een lagere temperatuur of weinig voedsel duurt dit wat langer. Sissende kakkerlakken worden ongeveer 2,5 jaar oud.

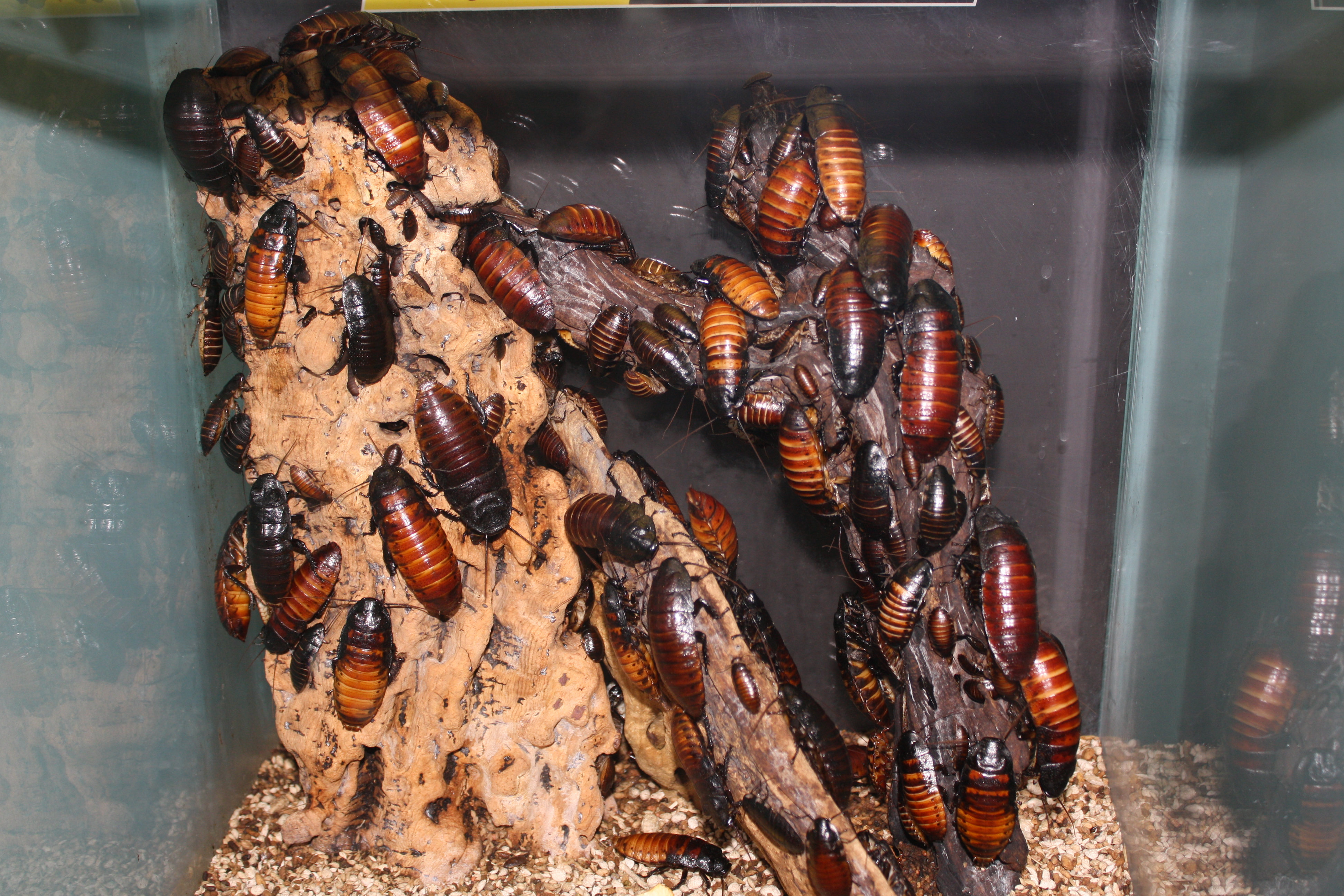
De sissende kakkerlak is een populair terrariumdier.

### In terraria
Deze kakkerlak gedijt het best bij wat hogere temperaturen, 25 °C tot 30 °C. De Nederlandse kamertemperatuur is te laag voor ze, zodat ze bij ontsnapping geen plaag kunnen worden. Dit maakt ze tot een soort die vrij gemakkelijk als huisdier kan worden gehouden in een terrarium.
Sissende kakkerlakken kunnen zonder gevaar worden gehanteerd. Als ze niet verontrust zijn, lopen ze rustig rond, de antennes in een voortdurende rusteloze beweging. Het grootste deel van de dag zullen ze dekking zoeken in schuilplaatsen van het terrarium.